# 체스복싱

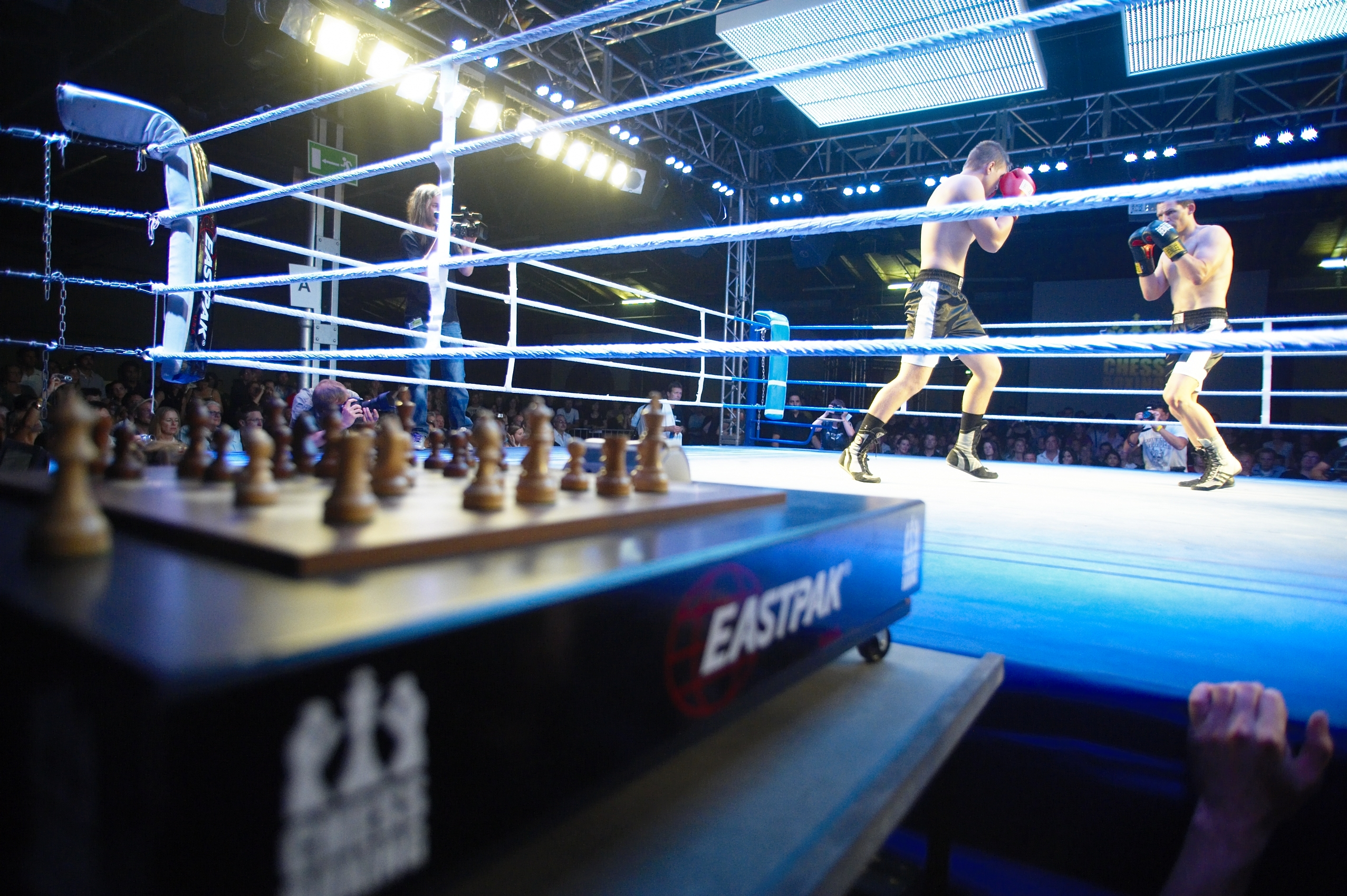
체스복싱

체스복싱(영어: Chess boxing)은 체스와 복싱을 융합한 스포츠이다. 체스복싱 경기는 체스와 복싱을 교대로 실시하여 진행된다. 처음에는 체스 라운드에서 시작되어, 최대 11라운드까지 계속된다. 체스는 1라운드 4분이며 권투 1라운드 2분이다. 각 라운드 사이에 1분간 휴식이 주어진다. 체스의 제한 시간은 12분이며, 이것이 만료되면 지게 된다.

## 역사
로빈스의 아이디어로 체스와 복싱을 결합한 스포츠이다. 프랑스의 책인 cold equator(체스복싱 챔피언십에 대한 이야기가 나와 있는 책)에서 기원하였다. 로빈스는 체스복싱이 경쟁적인 스포츠가 될 수 있게 아이디어를 추가했다. 오늘날 체스복싱은 체스와 복싱을 라운드별로 번갈아 가면서 하고 섬세한 규칙과 규제가 있다. 체스와 복싱 결합의 초기 버전은 1970년대 후반에 런던 외부의 복싱클럽에서 자리를 차지했다고 한다.

## 규칙
체스복싱은 6라운드 체스와 5라운드의 복싱, 총 11라운드로 구성되어 있다. 체스와 복싱은 번갈아 가며 진행이 되고, 처음과 마지막 라운드는 체스로 진행한다. 각각의 라운드는 체스이든 복싱이든 상관없이 각각 3분씩 진행한다. 총 체스 플레이 시간은 18분이고 양쪽 플레이어에게 주어지는 시간은 각각 9분씩이다. 각각의 체스라운드 이후 정확한 시간은 디지털로 기록하고 다음 체스 라운드가 진행되기 전에 리셋한다. 체스와 복싱의 쉬는 시간은 60초이다. 아마추어 체스복싱에서는 라운드 그리고 전체 싸움 시간의 지속시간은 어느 정도 바꿀 수 있다. 예를 들어 고등부 토너먼트 같은 경우이다.

## 판정
- knock out (복싱)
- Technical knock out (복싱)
- Checkmate (체스)
- 상대방의 시간초과 (체스)
- 상대의 항복 (체스,복싱)

ㅇ체스복서 선수의 경기가 무승부로 끝나는 경우 권투에서 점수가 앞서있는 선수가 우승한다.

## 체급
-남자(17세 이상)-
- 라이트급 : 최대 70kg
- 미들급 : 최대 80kg
- 라이트헤비급 : 최대 90kg
- 헤비급 : 90kg 이상

-여자(17세 이상)-
- 라이트급 : 최대 55kg
- 미들급 : 최대 65kg
- 라이트헤비급 : 최대 75kg
- 헤비급 : 75kg이상

## 필요역량과 훈련
체스복서는 프로 체스 복싱에서의 경쟁을 허가받기 위해서는 체스와 복싱에 강한 능력을 갖추고 있어야 한다. 현재 세계 체스 복싱에서 최소 요구하는 것은 Elo rating 1600점과 복싱에서 최소 50명의 아마추어와 싸우는 것이다. 체스복싱에서 한 가지 결정적인 요인은 파이터는 속도 있게 체스를 두는 훈련을 해야 한다. 일반 체스 게임과는 다른 점을 요구한다. 그러나 체스복싱은 두 가지의 스포츠를 통달하는 능력일 뿐만 아니라 지속되는 라운드를 견디는 능력도 필요하다. 3분 동안의 복싱 후에 양 선수는 체스보드에서 서로를 직면하고 있어야 한다 간신히 휴식을 취하고, 그리고 진정하고 전략적으로 생각하는 행동을 취해야 한다. 이러한 전환은 운동선수에게 힘들어지고 그들은 결국 피곤함을 느끼게 된다. 이러한 능력을 훈련하기 위해 체스 복싱에서 주로 사용되는 훈련은 공세와 스피드 체스를 결합한 신체적 간격 훈련이다. 그것을 통하여 체스 복서들은 체스복싱에 대한 신체리듬을 몸에 적응한다.

## 챔피언
World champion
- 2003 : lepe Rubingh(Netherlands) – 미들급, 암스테리담에서 Jean Louis Veenstra(Netherlands)를 상대
- 2007 : Frank Stoldt(Germany) – 라이트헤비급, 베를린에서 David Depto(United States)를 상대
- 2008 : Nikolay Sazhin(Russia) – 라이트헤비급, 베를린에서 Frank Stoldt(Germany)를 상대
- 2009 : Leonid Chernobaev(Belarus) – 라이트헤비급, 크라스노야르스크에서 Nikolay Sazgin(Russia)를 상대

European champions
- 2005 : Tihomir Dovramadjev(Bulgaria) – 라이트헤비급, 베를린에서 Andreas Dilschneider(Germany)를 상대
- 2010 : Gianluca Sirci(Italy) – 헤비급, 런던에서 Andrew Costello(United Kingdom)를 상대

## 세계체스복싱 기구
이것은 독일 베를린에 있고 독일 정부에 의해서 합법으로 비영리기구로 인지되었다. Rubingh는 2003년에 있었던 첫 번째 체스복싱 대회 이후 바로 세계 체스복싱 단체를 설립했다. 이 기구에 목적은 세계 체스복싱 단체를, 세계적인 단체로 설립하기 위한 것이다. 세계 체스복싱 단체의 목표는 세계의 체스복싱 클럽을 하나의 루프로 모아주고 연결해 주는 것이다. 이것은 2014년에 베를린 지방법원에서 허가를 받은 단체로 인지 되었다. 현재 세계 체스 복싱 단체의 의장은 세계 체스 복싱 단체를 설립한 Rubingh이다. 첫번째 명예 멤버는 코믹북 작가인 Enki Bilal이다. 그의 코믹북은 체스복싱 발견에 큰 영감을 주었다.